# إل أريباتو
خابيير لاباندون (بالإسبانية:Javier Labandón), المعروف ب«إل أريباتو» (El Arrebato) هو مغني إسباني لموسيقى البوب روك ولد بمدينة إشبيلية يوم 1 شتنبر 1969. عُرف إل أريباتو بكونه من جهًز وغنى نشيد 100 سنة لفريق مدينته نادي إشبيلية سنة 2005, وهو نشيد على اسمه. لقي نشيد إل أريباتو نجاحا كبيرا جعله يصبح النشيد الرسمي للفريق ويغنًى قبل كل مباراة.
خلال ترتيب أحسن أناشيد الفرق عبر العالم, ذكرت مجلة فرانس فوتبول أن نشيد أل أريباتو من أحسن 5 أناشيد فرق في العالم, وأحسن نشيد لفرق كرة القدم الإسبانية.

## أغانيه
لدى إل أريباتو ما يناهز 10 ألبومات موسيقية لقيت إقبالا بإسبانيا, من بينها:
- Poquito A Poco (شيئا فشيئا - 2001)
- Una Noche con Arte (ليلة مع الفن - 2003)
- Que Salga el Sol por Donde Quiera (فلتخرج الشمس من أينما شاءت - 2004)
- Lo que el viento me dejó (ما تركه لي الريح - 2010)
- La Musica de tus Tacones (موسيقى كعبيك - 2014)
- Abrazos (أحضان - 2019)

## روابط خارجية
- إل أريباتو على موقع IMDb (الإنجليزية)
- إل أريباتو على موقع ميوزك برينز (الإنجليزية)
- إل أريباتو على موقع أول ميوزيك (الإنجليزية)
- إل أريباتو على موقع ديسكوغز (الإنجليزية)